# Fernand Jourdant
Fernand Jourdant   (Flers, 3 de febrer de 1903 - Tolosa, 2 de gener de 1956) va ser un tirador d'esgrima francès, especialista en espasa, que va competir durant les dècades de 1920 i 1930.
El 1932 va prendre part en els Jocs Olímpics de Los Angeles, on va guanyar la medalla d'or en la prova d'espasa per equips del programa d'esgrima.
En el seu palmarès també destaquen dues medalles de plata al Campionat del Món d'esgrima, el 1927 i 1931.